# Krásná stráň
Krásná stráň je přírodní památka v okrese Praha-západ, mezi obcemi Karlík a Vonoklasy. Nachází se v nadmořské výšce 215–347 metrů. Předmětem ochrany je unikátní stepní a lesostepní vegetace s výskytem dřínových doubrav, kde se vyskytuje mnoho chráněných druhů rostlin a živočichů. Přírodní památkou byla vyhlášena 16. června 2003 a její správu zajišťuje CHKO Český kras.
Na území Krásné stráně se nachází rostlinstvo acidofilního typu, velkou část tohoto území pokrývá teplomilná doubrava přecházející do dubohabřiny. Můžeme zde také najít například vzácný dřín obecný (Cornus mas), třemdavu bílou (Dictamnus albus), zvonek boloňský (Campanula bononiensis), kostřavu sivou (Festuca pallens), rozchodník bílý (Sedum album) a mnohé další.
Území je nalezištěm řady vzácných druhů. Nejvýznamnějším je jednoznačně kriticky ohrožená ještěrka zelená. Její zdejší populace je jedna ze dvou, které zbyly na území Českého krasu. Z bezobratlých je to především fauna motýlů, které dominuje ohrožený zavíječ Pyrausta castalis, lišaj pryšcový (Hyles euphorbiae), pupenovka Haplochrois ochraceella nebo otakárek ovocný (Iphiclides podalirius).
Přírodní památka je dostupná po turistické stezce, jak z obce Vonoklasy, tak z obce Karlík.

## Lokalita
Přírodní památka sousedí s východním okrajem obce Karlík, přibližně 500 metrů jihozápadně od obce Vonoklasy. Jedná se o zalesněné jihovýchodní úbočí s délkou 347 metrů v nadmořské výšce 215-347 metrů. Výměra tohoto území je 20,2 ha.

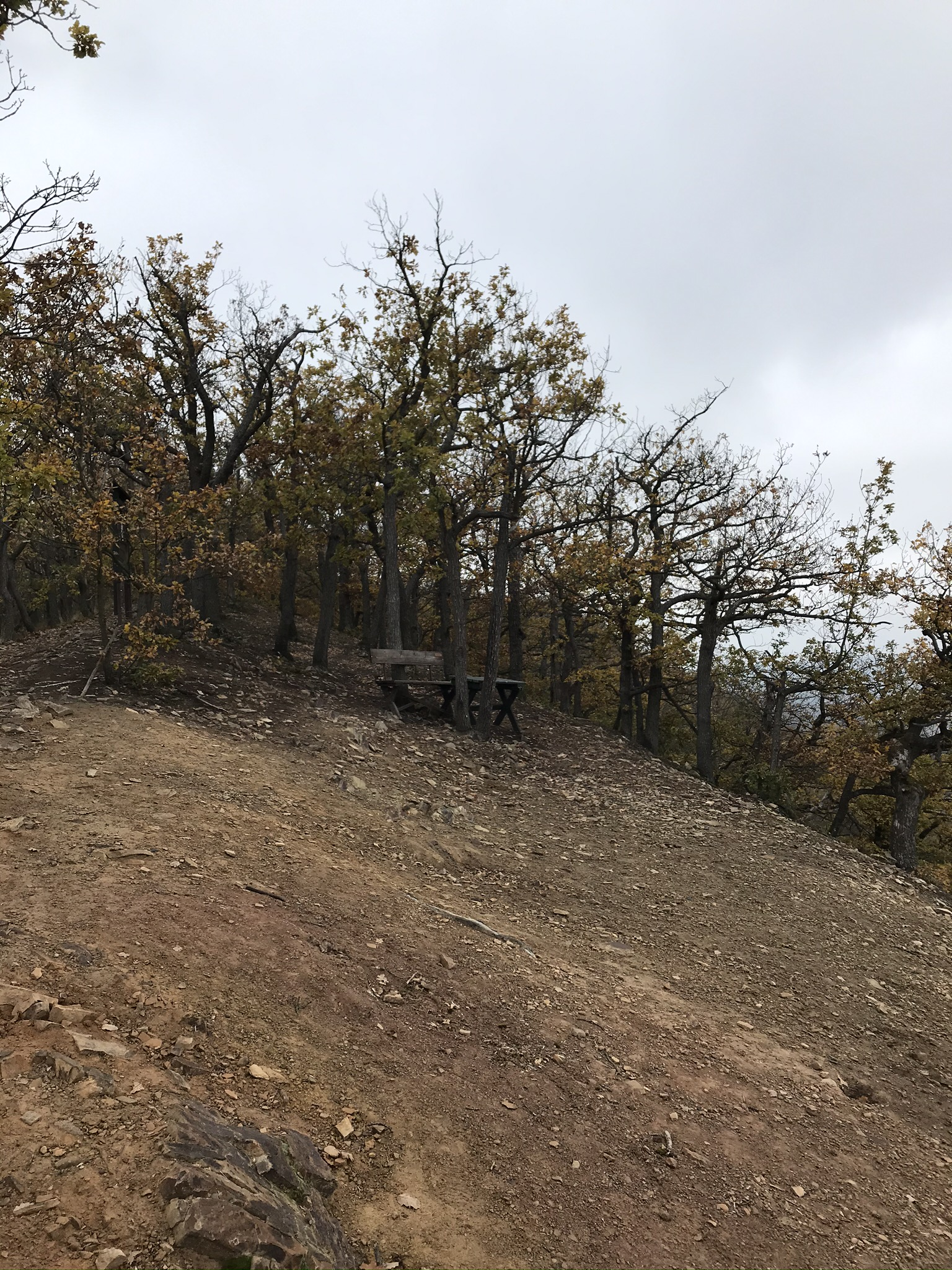
Příklad skalní plochy bez vegetace

## Historie
Údajně již v době Karla IV. byla na území Krásné stráně založena vinice řádem křižovníků, kterým patřila nedaleká vesnice Dobřichovice. Probíhající husitské války však pěstování vinné révy přerušily. V druhé polovině 16. století bylo pěstování révy opět obnoveno a to za působení velmistra řádu a arcibiskupa pražského Antonína Bruse z Mohelnice. V tomto období zde bylo vysázeno 10 000 kusů révových sazenic a byly vybudovány vinné sklepy a terasy. Naneštěstí byla vinice opět poničena, tentokrát však během třicetileté války. Poté se opět v druhé polovině 17. století za přičinění velmistra Pospíchala vzmohla. Postupně ale byla vinice zanedbávána, až ji roku 1841 nechal farář Kalaš zrušit. Místo vinice se začalo postupně zalesňovat borovými lesy, na větší části stráně se začaly vysazovat ovocné stromy. Do dnešních let zde z ovocných stromů zbyly pouze třešně. Krásná stráň byla vyhlášena v kategorii Přírodní památka správou CHKO Český kras 16. června 2003. Před tímto datem
byla chráněna překryvem území CHKO Český kras.

## Přírodní poměry

### Geologie

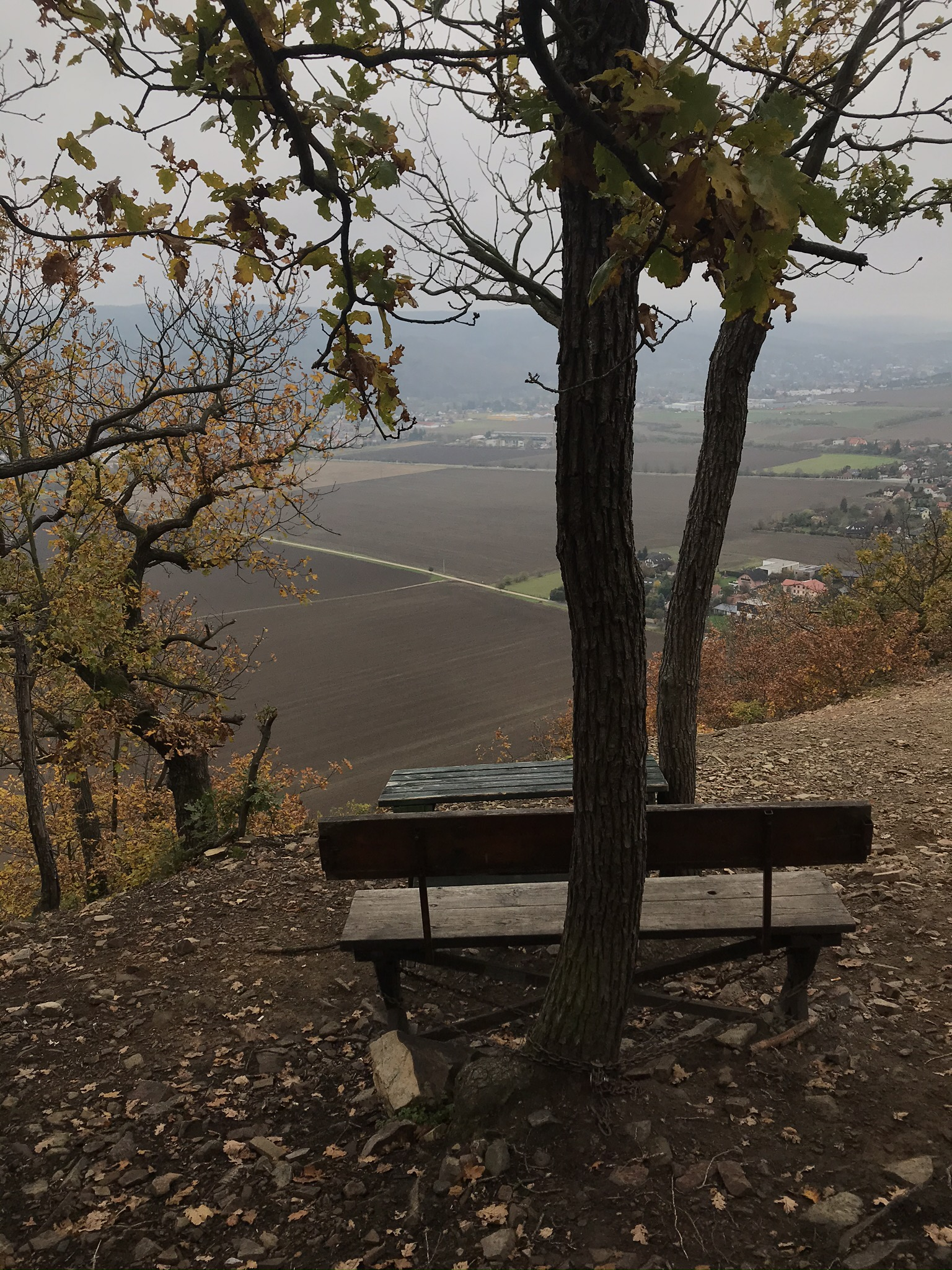
pohled z vyhlídky na Krásné stráni

Geologický podklad přírodní památky Krásná stráň tvoří jihovýchodní křídlo ordovik-devonského synklinoria. Část nacházející se na jihozápadě tohoto chráněného území je tvořena královodvorským souvrstvím, které je zde zastiženo ve svém úplném profilu. Skládá se z šedé a zelenošedé břidlice, místy s karbonátovými korekcemi. Nad vrstvou královodvorských břidlic leží nejvyšší ordovické souvrství tzv. kosovské, které je tvořeno střídáním křemenných pískovců, drob, prachovců a jílovitých břidlic. Na kosovském souvrství nalezneme lavice hrubozrnného pískovce s valouny, které ostře přisedají na podloží. Zhruba v polovině je stráň proťata několika erozními rýhami.

### Flóra
Rostlinstvo tohoto území je acidofilního typu a kontrastuje s vápnomilnou květenou typickou pro oblast Českého krasu. Velkou část plochy tohoto chráněného území pokrývá teplomilná doubrava přecházející do dubohabřiny, které dominují dub zimní (Quercus petraea agg.) s habrem (Carpinus betulus). V jejím podrostu nacházíme acidofilní květenu, typickou pro kostřavu ovčí (Festuca ovina), metličku křivolakou
(Avenella flexuosa) a lipnici hajní (Poa nemoralis). Můžeme zde najít také dub mnohoplodý (Quercus polycarpa), z bylinného patra je zde velmi hojný černýš luční (Melampyrus pratense). Co se týče kamenných srázů, které jsou značně suché, vyvinula se zde typická acidofilní zakrslá doubrava s chudým keřovým patrem např. skalník celokrajný (Cotoneaster integerrimus). Z bylin se zde daří například kokoříku vonnému (Polygonatum odoratum), ojediněle se tu pak vyskytuje např. zvonek boloňský (Campanula bononiensis), bělozářka liliovitá (Anthericum liliago) a bělozářka větevnatá (A. ramosum). Na místech s bazičtějším charakterem se vzácně objevuje dřín obecný (Cornus mas) s třemdavou bílou (Dictamnus albus). Lesní a lesostepní pokryv zvýrazňují skalní trávníky s ožankou kalamandrou (Teucrium chamaedrys), mochnou písečnou (Potentilla arenaria), kostřavou sivou (Festuca pallens), strdivkou sedmihradskou (Melica transsilvanica) a mateřídouškou vejčitou (Thymus pulegioides). Ačkoli se území zdá být velmi na druhy pestré, vyskytují se zde nevelké plochy kyselých skalních sutí, které jsou téměř bez vegetace, typické pro ně jsou například šťovík menší (Rumex acetosella), rozchodník bílý (Sedum album) a rozchodník skalní (S. reflexum). Na částech území také můžeme najít vysazený modřín, akát či borovici černou.

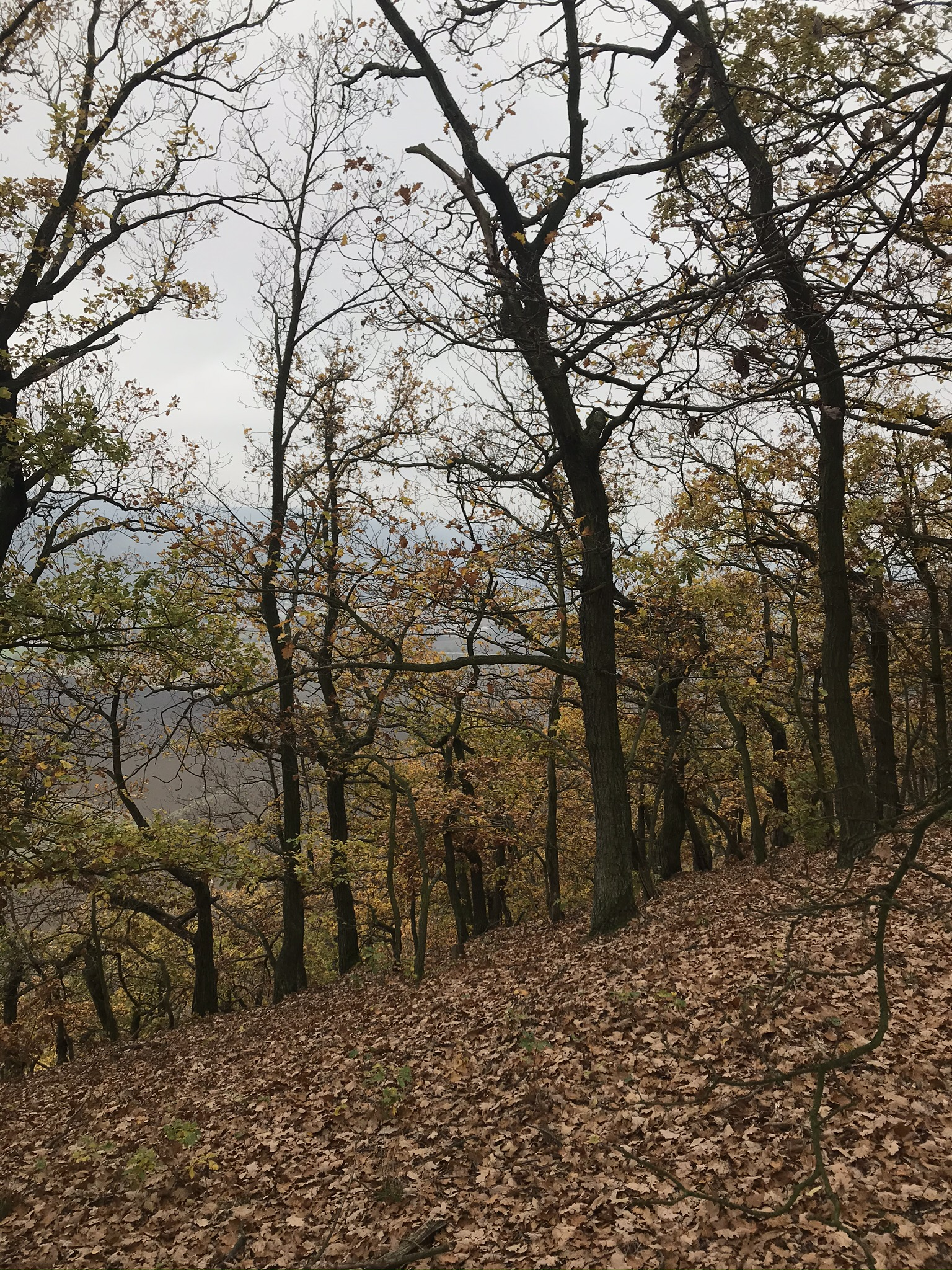
Typický porost na stráni

### Fauna
Území Přírodní památky Krásná stráň je nalezištěm řady unikátních druhů, které jsou vázané na zdejší teplomilné doubravy a skalní stepi.

#### Bezobratlí
Z bezobratlých živočichů je zde výjimečná především fauna motýlů. Bylo zde nalezeno mnoho významných druhů, jako například pupenovka Haplochrois ochraceella, makadlovka Bryotropha domestica a makadlovka Syncopacma wormiella, které zde byli nově objeveny pro území Čech. Vyskytuje se zde také ohrožený zavíječ Pyrausta castalis a dosahuje zde nejsevernějšího místa výskytu. Z dalších ohrožených druhů se zde vyskytuje např. lišaj pryšcový (Hyles euphorbiae) a otakárek ovocný (Iphiclides podalirius). Z fauny brouků lze zmínit ohroženého roháče obecného (Lucanus cervus) a myrmekofilního mršníka Hetaerius ferrugineus.

#### Plazi
Populace plazů je zde zastoupena především kriticky ohroženou ještěrkou zelenou (Lacerta viridis). Ještěrka zelená zde v extrémním prostředí dorůstá až 30 centimetrů a to ji dělá největší ještěrkou na území Čech. Dříve se ještěrky zelené vyskytovali na celém území Českého krasu, v dnešní době jsou však známy jen dvě populace, jednou z nich je právě ta vyskytující se na území Krásné stráně. Ještěrku zelenou zde doprovází i její přirozený predátor, a to silně ohrožená užovka hladká (Coronella austriaca).

## Ochrana
Cílem ochrany je zachování či případné zvětšení populace ještěrky zelené a zvětšení obývaného biotopu ručním odstraňováním náletu jasanu a akátu. Dalším cílem, který úzce souvisí s uchováním populace ještěrky zelené, je udržení biotopů acidofilní teplomilné doubravy a acidofilní vegetace sukulent a efemér.

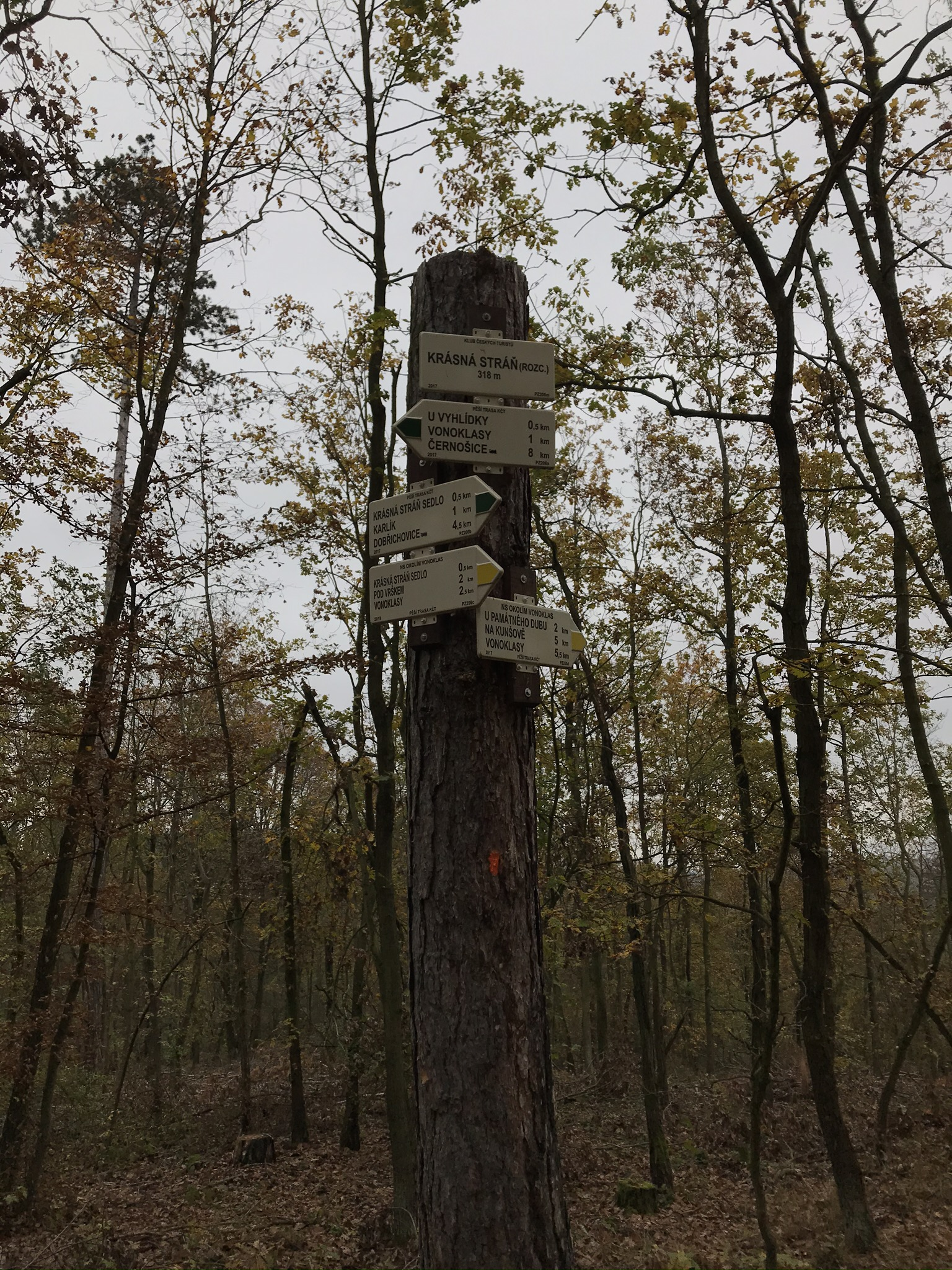
Turistický rozcestník poblíž Vonoklas

## Turismus
Přírodní památka je velmi dobře přístupná. Nachází se mezi obcemi Karlík a Vonoklasy, kudy vedou dvě turistické stezky (žlutá a modrá).
Krásná stráň také slouží, i když nelegálně, jako startovací plocha paraglidingu, což ale nijak neškodí místním biotopům, naopak se zde nejhojněji na celém území vyskytuje populace ještěrky zelené.